# Facial
Facial je seksualna praksa u kojem jedan sudionik ejakulira na lice jednog ili više seksualnih partnera. Ovakva tehnika često se koristi u zapadnim i japanskim porno filmovima.